# 린자위안
린자위안(중국어 정체자: 林嘉源, 병음: Lín Jīayuán, 한자음: 임가원, 1981년 6월 26일 ~ )은 대만의 고위 언론 매체 종사자이다.

## 학력
- 국립 지룽 고급학교
- 밍촨 대학